# Pseudospiris
Pseudospiris là một chi bướm đêm thuộc họ Noctuidae.

## Loài
- Pseudospiris paidiformis Butler, 1895